# Artemis 1
Artemis 1 (originalmente conhecido como Missão de Exploração-1 ou EM-1 até a introdução do programa Artemis, em 2019, quando foi renomeado) foi o primeiro voo do Space Launch System (SLS) e o segundo voo planejado da nave espacial Orion. O lançamento ocorreu no Complexo 39 de lançamento do Centro Espacial Kennedy, sob administração da NASA, em 16 de novembro de 2022. Foi planejado que a missão durasse 25 dias.

## Antecedentes
A versão do Bloco 1 do SLS usada nesta missão consistirá em dois foguetes auxiliares de combustível sólido de cinco segmentos, quatro motores RS-25D construídos para o Programa de Ônibus Espaciais e um Estágio Provisório de Propulsão Criogênica (ICPS). A Artemis 1 está destinada a demonstrar os sistemas integrados de naves espaciais antes de um voo tripulado e, além disso, testar uma reentrada de alta velocidade no sistema de proteção térmica da Orion.
Em 16 de janeiro de 2013, a NASA anunciou que a Agência Espacial Europeia (AEE) iria construir o Módulo de Serviço Orion baseado em seu Veículo de Transferência Automatizado, de modo que o voo também possa ser considerado como um teste de hardware da AEE, bem como da Orion, e de como os componentes da AEE interagem com os componentes da Orion.

### Versão tripulada
A missão será sem tripulação, mas a NASA havia iniciado um estudo para investigar uma versão tripulada da missão. Uma versão tripulada da Artemis 1 seria composta de dois astronautas e seria muito mais curta do que a versão sem tripulação por razões de segurança. O estudo, então, investigou uma missão tripulada, mesmo com a possibilidade de mais atrasos no lançamento. Em 12 de maio de 2017, a NASA revelou que não enviará astronautas para o espaço para a missão EM-1 da Orion, após um estudo de viabilidade que durou meses.

### Foguetes comerciais
Em 13 de março de 2019, Jim Bridenstine, o administrador da NASA, disse em uma audiência no Senado que a NASA estaria considerando mudar a nave espacial Orion que voaria na primeira missão do Sistema de Lançamento Espacial para foguetes comerciais para manter essa missão no cronograma para meados de 2020. Bridenstine afirmou que o "SLS está lutando para cumprir seu cronograma" e que "agora estamos entendendo melhor o quão difícil este projeto é e que vai levar algum tempo adicional". Bridenstine acrescentou que a NASA estaria considerando lançar a espaçonave Orion que está sendo construída para a Artemis 1 em veículos comerciais como o Falcon Heavy ou o Delta IV Heavy. A missão exigiria dois lançamentos: um para colocar a nave Orion em órbita ao redor da Terra e um segundo carregando um estágio superior. Os dois então se acoplariam e o estágio superior enviaria a Orion para a Lua. Um desafio com essa opção seria realizar esse acoplamento, já que a NASA não tem, agora, a capacidade de acoplar a cápsula da tripulação Orion com qualquer coisa em órbita. Entre agora e junho de 2020 a NASA teria que tornar isso uma realidade. No entanto, essa ideia foi abandonada devido a um estudo concluindo que isso atrasaria ainda mais a missão.

## Missão

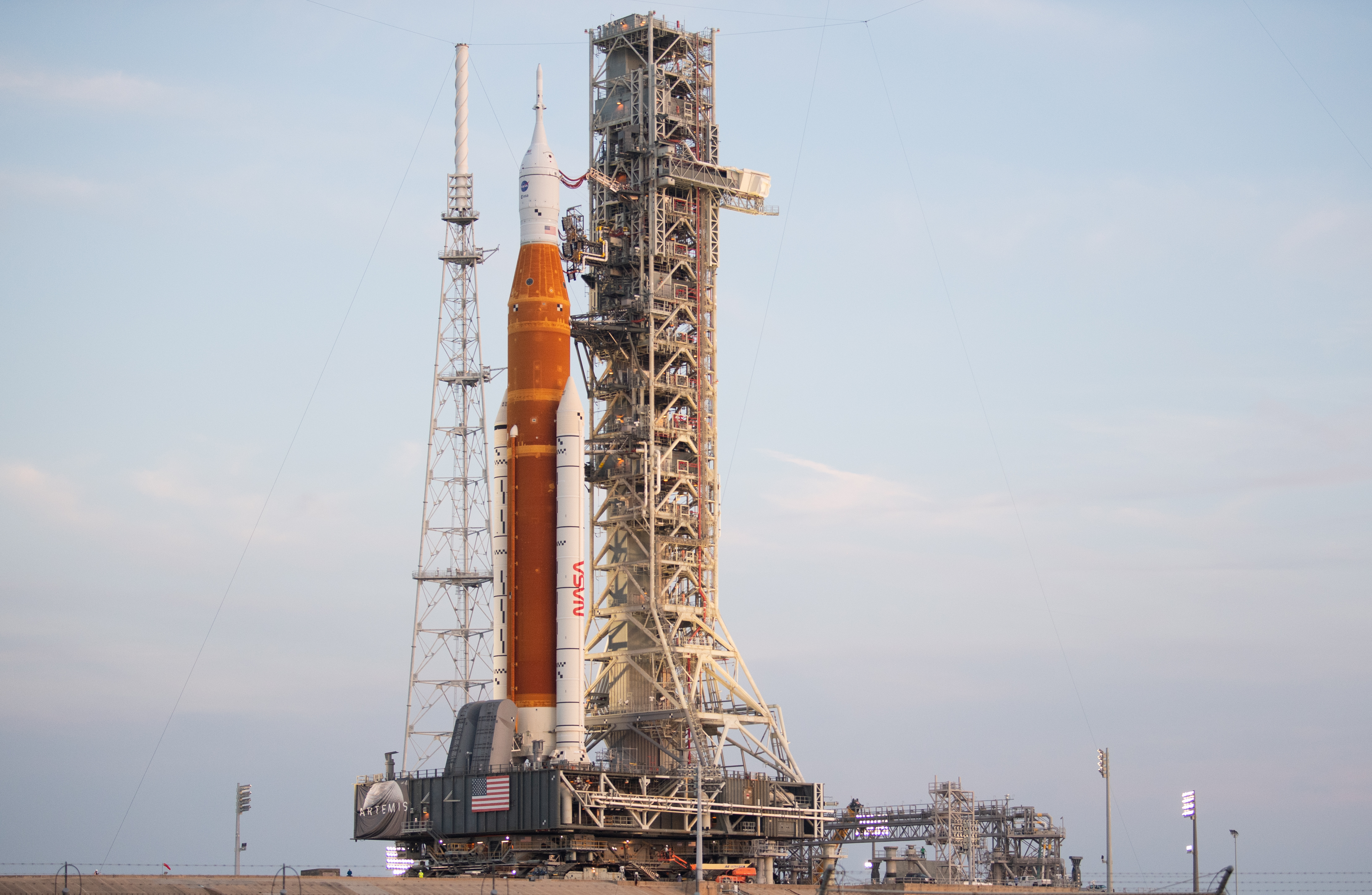
O foguete do Sistema de Lançamento Espacial (SLS) da NASA, com a espaçonave Orion. Quarta-feira, 17 de agosto de 2022, no Centro Espacial Kennedy, na Flórida.

### 1.ª tentativa de lançamento
A primeira tentativa de lançamento ocorreu em 29 de agosto de 2022, mas foi adiado devido a não conseguirem resfriar um dos motores. A próxima tentativa foi marcada para 3 de setembro de 2022.

### 2.ª tentativa de lançamento
A segunda tentativa de lançamento ocorreu em 3 de setembro de 2022, mas foi cancelada devido a vazamento de combustível.

### Entre tentativas

#### Setembro
A NASA anunciaria suas decisões, em 5 de setembro, que a depender do que for necessário para arrumarem o problema, o foguete poderá continuar na plataforma (podendo ser lançado entre 19 de setembro e 4 de outubro). Porém, se retornar para o edifício de Montagem de Veículos (EMV), a próxima janela será entre 17 e 31 de outubro.
As baterias do sistema de auto-destruição do foguete expirariam em 6 de setembro (forçando um retorno para o EMV) e a NASA não quer que os trabalhos no SLS coincidam com o lançamento do SpaceX Crew-5. A NASA não realizará novas tentativas no começo de setembro de 2022.
Em 6 de setembro, a NASA anunciou que estava realizando reparos na plataforma, mas o retorno para o EMV ainda era uma opção. Em 8 de setembro, a NASA anunciou que a depender do sucesso dos reparos na plataforma e, se as baterias do sistema de auto-destrição terão seu prazo de validade estendido, as próximas tentativas poderão ocorrer em 23 ou 27 de setembro.
Em 12 de setembro, a NASA anunciou que viria a realizar testes de abastecimento do SLS, em 21 de setembro, com um lançamento em 27 de setembro, se os engenheiros não encontrassem nenhum problema e as baterias do sistema de autodestruição tivessem sua validade estendida. Os testes de 21 de setembro, apesar de um vazamento — corrigido — foram considerados bem sucedidos.
Em 23 de setembro, a NASA anunciou que a duração das baterias do sistema de autodestruição tiveram sua validade estendida, fazendo com que a agência mantenha seus planos de lançar em 27 de setembro. Porém, devido ao desenvolvimento de uma depressão tropical com possibilidade de se tornar um furacão perto da Flórida, a possibilidade de retornar o veículo para o VAB se manteve.
No dia seguinte, 24 de setembro, a NASA anunciou que adiaria o lançamento para 2 de outubro devido a tempestade tropical Ian, mas mantendo em aberto a opção de levar o veículo para o VAB, no caso da tempestade se tornar um furacão.
Em 26 de setembro, com a evolução da tempestade para o furacão Ian, a NASA decidiu retornar o veículo para o VAB, impedindo qualquer tentativa, em 2 de outubro, e adiando a próxima tentativa de lançamento até novembro de 2022.
Em 30 de setembro, a NASA anunciou que, devido ao furacão Ian, a janela de lançamento foi adiada até entre 12 e 27 de novembro de 2022.

#### Outubro e novembro

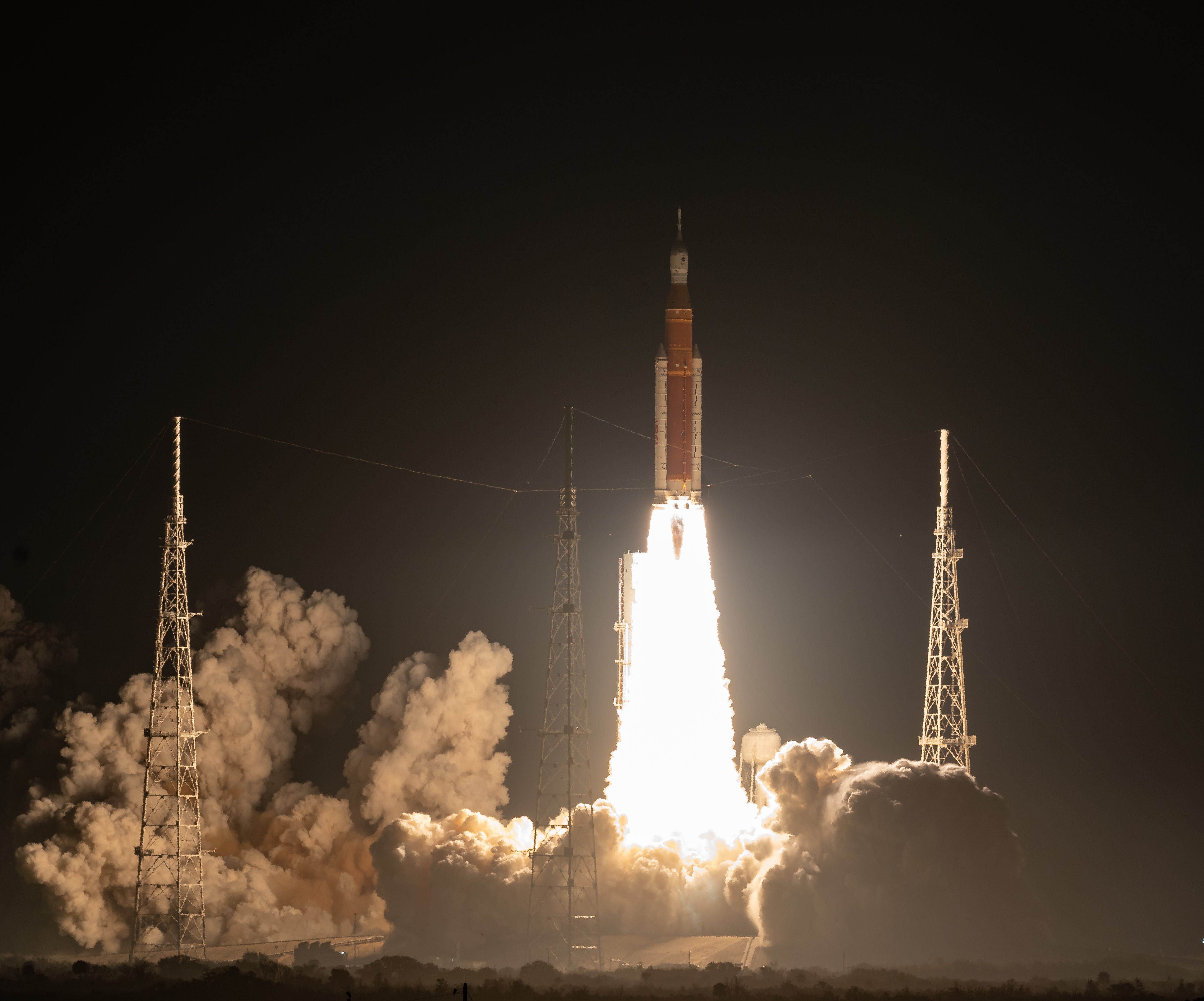
Lançamento do Artemis 1, em 16 de novembro de 2022.

Em 12 de outubro, a NASA anunciou que a próxima tentativa estaria prevista para ocorrer em 14 de novembro. Em 4 de novembro, o veículo foi movido do VAB e, segundo a Agência Espacial, a previsão atual de lançamento se mantém em 14 de novembro.
Em 8 de novembro, a NASA anunciou que manteria o SLS na plataforma mesmo com a chegada da tempestade tropical Nicole. Devido a tempestade, a NASA adiou o lançamento para 16 de novembro. Apesar do SLS ter sofrido pequenos danos devido a tempestade, a NASA manteve a data de lançamento.

### Lançamento
O lançamento da missão ocorreu de forma bem sucedida em 16 de novembro, às 06:47 UTC.
Em 20 de novembro, a nave entrou na esfera de influência da Lua e, no dia seguinte, realizou seu primeiro sobrevoo.
Em 23 de novembro, a nave perdeu contato com a Terra por 43 minutos e, em 25 de novembro, entrou na órbita retrógada distante.
Em 26 de setembro, a nave bateu um recorde: a cápsula Orion atingiu a maior distância da Terra, comparando com qualquer outra nave projetada para levar astronautas ao espaço. Mesmo ainda não possuindo tripulação, a Artemis 1 ultrapassou os 400 171 quilômetros de distância atingida, em abril de 1970, pelo módulo de comando Odyssey, da missão Apollo 13. A previsão foi que este recorde seja novamente batido, em 28 de novembro, quando a nave alcançou 432 194 quilômetros de distância da Terra.
A amerissagem ocorreu no dia 11 de dezembro de 2022.

## Trajetória
Originalmente, a missão foi planejada para seguir uma trajetória circunlunar sem entrar na órbita ao redor da Lua. A espaçonave Orion passará aproximadamente três semanas no espaço, incluindo seis dias em órbita retrógrada ao redor da Lua.

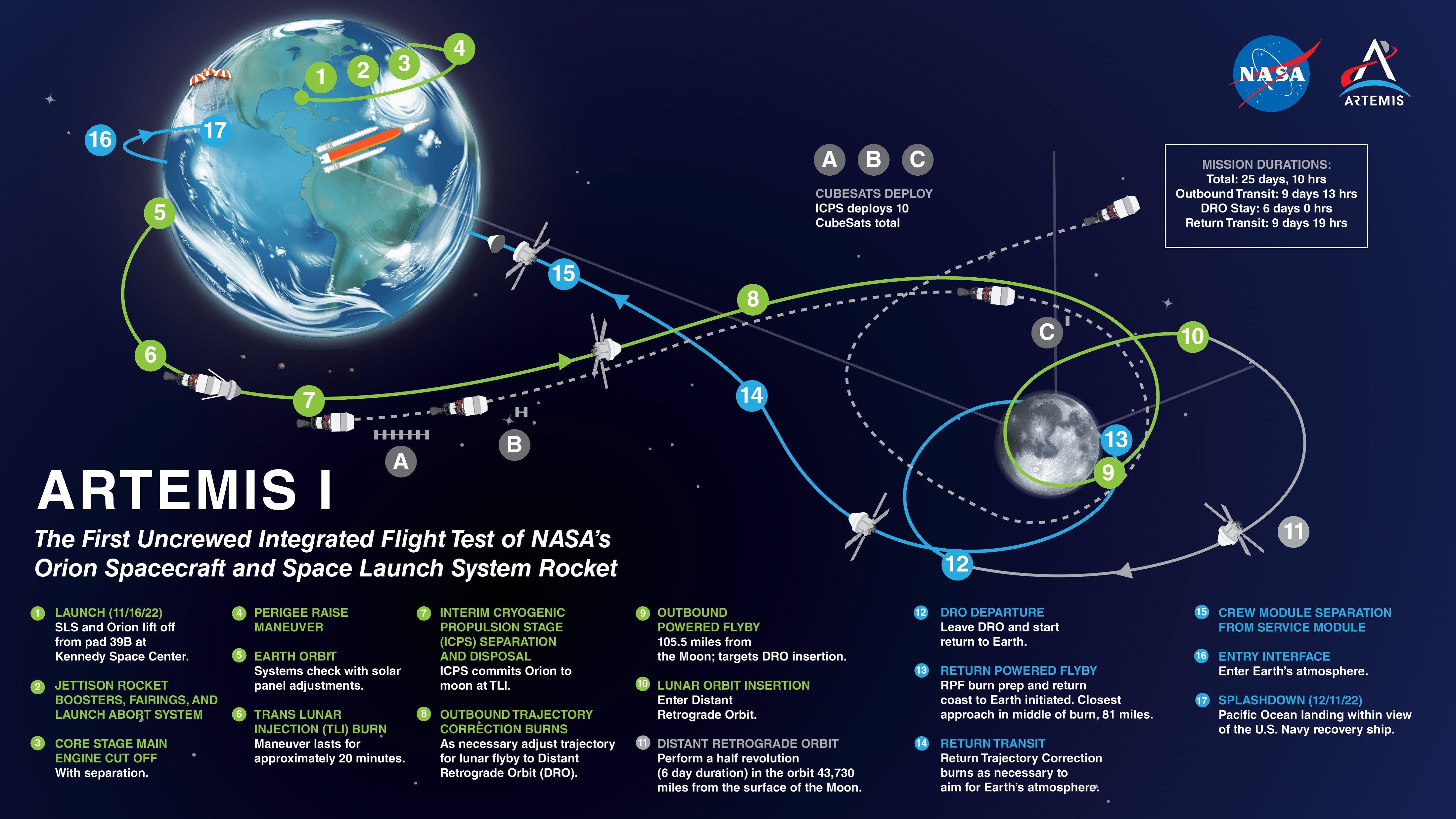
Trajetória planejada da Artemis 1.

## Cronologia
| Tempo decorrido da missão | Evento                                                                    | Localização                                                                                  |
| ------------------------- | ------------------------------------------------------------------------- | -------------------------------------------------------------------------------------------- |
| 00:00:00                  | Lançamento                                                                | Complexo 39 de lançamento do Centro Espacial Kennedy                                         |
| 00:02:00                  | Separação dos dois impulsores de propulsão                                | Altitude: 45 quilômetros                                                                     |
| 00:03:40                  | Painéis do módulo de serviço e sistema de anulação de lançamento alijados | Altitude: 92 quilômetros                                                                     |
| 00:08:14                  | Corte do motor principal e separação do 1º estágio                        | Altitude: 158 quilômetros                                                                    |
| 00:16:14                  | Implantação de painéis solares                                            | Altitude: 484 quilômetros                                                                    |
| 00:54:05                  | Manobra de aumento do perigeu (ICPS)                                      | Altitude: 1 791 quilômetros                                                                  |
| 01:25:00                  | Injeção translunar (ICPS)                                                 | Altitude: 600 quilômetros                                                                    |
| 01:53:00                  | Estágio de separação do ICPS                                              | Altitude: 3 850 quilômetros                                                                  |
| Dias 1-4                  | Trânsito entre a Terra e a Lua                                            | Distância da Terra: 3 850–394 500 quilômetros Manobras periódicas de correção de trajetória  |
| 4 dias 7 h 18 m           | Assistência gravitacional da Lua                                          | Distância da Terra: 401 642 quilômetros Distância da Lua: 100 quilômetros                    |
| Dias 7-13                 | Órbita retrógrada ao redor da lua                                         | Distância da Terra: 348 930–437 322 quilômetros                                              |
| 20 dias                   | Injeção em uma órbita de transferência para a Terra                       | Distância da Terra: 358 559 quilômetros                                                      |
| Dias 21-25                | Trânsito entre a Lua e a Terra                                            | Distância da Terra: 364 803–67 526 quilômetros Manobras periódicas de correção de trajetória |
| 25 dias 11 h 30 m         | Separação do módulo de tripulação e serviço                               | Altitude: 85 607 quilômetros                                                                 |
| 25 dias 11 h 34 m         | Entrada atmosférica                                                       | Altitude: 100 quilômetros Velocidade do veículo: 39 400 quilômetros por hora                 |
|                           | Entrada atmosférica                                                       | Altitude: 80 quilômetros Temperatura do veículo: 2 760 °C                                    |
| 25 dias 12 h              | Sequência de implantação de paraquedas                                    | Altitude: 7 300 metros                                                                       |
| 25 dias 12 h              | Amerissagem do módulo de tripulação                                       | Localização: Oceano Pacífico                                                                 |

## Tripulação
Nesta primeira fase, a missão não conta com tripulantes seres humanos. Entretanto, não está totalmente vazia de "tripulação". Alguns desses "tripulantes" tem função científica, mas outros nem tanto. São eles, entre outros:
- Snoopy – uma miniatura, em pelúcia, usando um traje espacial, que terá a importante função de identificador da "gravidade zero". Não é primeira vez que o personagem é utilizado em uma missão especial, já que deu o nome ao módulo lunar da Apollo 10
- Lego – quatro bonecos astronautas ("Kate", "Kyle", "Julia" e "Sebastian") fazem parte de um projeto didático sobre espaço e ciência para pais, professores e alunos
- Shaun, a ovelha – outro boneco de pelúcia devidamente uniformizado, está na nave em comemoração por seus 15 anos de existência e com um propósito educativo que é "escrever" um blog contando tudo para seus fãs mirins, enquanto a Orion estiver no espaço
- Callisto – a assistente virtual Alexa, da Amazon, ajudará os astronautas nas tarefas de comandar os aparelhos eletrônicos da nave através de comandos de voz
- "Moonikins" – nas três poltronas da cápsula, foram colocados três manequins, em tamanho real, com 5 600 sensores de radiação em cada um, com o objetivo de coletar informações e ajudar na segurança das viagens tripuladas. O nome é um trocadilho com as palavras "moon" (lua, em inglês) e "mannequin" (manequim, também, em inglês). Os três também foram nomeados: "Arturo Campos", em homenagem a um dos engenheiros da Apollo 13; "Helga" e "Zoar", do Centro Aeroespacial Alemão (Deutsches Zentrum für Luft- und Raumfahrt, DLR, em alemão)
- Células de levedura – o objetivo é monitor e analisar alterações biomoleculares. Estão no Biosentinel, um dos nanossatélites — chamados de cubeSat, em função do tamanho e formato similar a uma caixa de sapatos — que a Orion deu "carona"
- NEAScout (Near-Earth Asteroid Scout ou "caçador de asteroides próximos à Terra") – outro cubeSat que viajará até o "asteroide 2020 GE" usando uma vela solar, ou seja, um sistema de propulsão que utiliza a pressão da radiação do Sol. Está equipado com o NEACam — um sensor de imagem de 20 megapixels — para registrar e estudar a forma, posição, rotação e composição do asteroide
- IceCube – mais um cubeSat, com o objetivo de procurar água e outros recursos na Lua, podendo ajudar na redução de quantidade de material que os astronautas precisam levar e gerando uma enorme economia de custos em viagens futuras
- EQUULEUS (EQUilibriUm Lunar-Earth point 6U Spacecraft) – outro cubeSat — desenvolvido pela Agência Japonesa de Exploração Aeroespacial (JAXA) — projetado para explorar a distribuição do plasma que circunda a Terra, a plasmosfera
- Omotenashi (em japonês: "hospitalidade") – também desenvolvida pela JAXA, o módulo de pouso lunar, será a única parte da missão que tocará a superfície do satélite natural, se desprendendo de outro cubeSat para "cair" na Lua e dois airbags amortecerão o pouso. Entre os objetivos, fará a medição da radiação da superfície lunar e uma investigação mecânica do solo rochoso, usando acelerômetros